# رشید عمران
رشید عمران (عربی: رشيد عمران؛ زادهٔ ۱۵ مارس ۱۹۷۴) بازیکن فوتبال اهل الجزایر بود.
از باشگاه‌هایی که در آن بازی کرده‌است می‌توان به باشگاه فوتبال وفاق سطیف، باشگاه فوتبال مولودیه وهران، باشگاه ورزشی الغرافه، باشگاه ورزشی القادسیه کویت، و باشگاه فوتبال قسنطینه اشاره کرد.
وی همچنین در تیم ملی فوتبال الجزایر بازی کرده‌است.